# Lijst van afleveringen van SpongeBob SquarePants (seizoen 3)
Dit is een lijst van afleveringen van seizoen 3 van SpongeBob SquarePants. Dit seizoen telt 20 afleveringen. De eerste aflevering van dit seizoen werd op 5 oktober 2001 in de Verenigde Staten uitgezonden. Het programma werd tijdelijk stopgezet tot 24 januari 2003. De afleveringen werden iedere paar maanden uitgezonden na die datum tot 11 oktober 2004, toen de laatste aflevering "SpongeBob Meets the Strangler/Pranks a Lot" verscheen. Daarna werd de serie stopgezet en seizoen 4 werd pas op 6 mei 2005 vervolgd.
| Aflevering (seizoen) | Aflevering (serie) | Eerst uitgezonden in VS | Titel                                                                                        | Beschrijving |
| -------------------- | ------------------ | ----------------------- | -------------------------------------------------------------------------------------------- | --- |
| 1                    | 41                 | 22 maart 2002           | The Algae's Always Greener (Hoe het is om meneer Krabs te zijn)                              | Plankton wil weten hoe het is om zo succesvol te zijn als meneer Krabs en hij wil ook het geheime recept stelen van de Krabburger. Het blijkt echter dat meneer Krabs aan ontzettend veel dingen moet denken, zoals het belang van de klanten (Die Plankton nooit heeft), zijn dochter Parel en de werknemers. Plankton wordt er helemaal gek van en gaat terug naar zijn oude vertrouwde, lege Maatemmer. |
| 1                    | 41                 | 22 maart 2002           | SpongeGuard on Duty (De strandwacht)                                                         | SpongeBob kijkt op tegen Leendert, de strandwacht. Hij hoopt dat hij net zo cool is als Leendert en hij zegt dat als het niet zo is, dat er dan een ijscowagen op hem mag landen. Dat gebeurt dus en zijn neus komt in een ijsje terecht, waardoor het lijkt alsof SpongeBob ook strandwacht is. Leendert en SpongeBob zijn een tijdje samen strandwacht, maar dan gaat Leendert uit. SpongeBob kan niet zwemmen en hij sluit de zee, tot ergernis van de strandgasten. |
| 2                    | 42                 | 12 juli 2002            | Club SpongeBob (De magische schelp)                                                          | SpongeBob en Patrick vormen hun eigen club, met een clubhuis waar bijna geen ruimte is. Octo wil bij de club komen, omdat SpongeBob zegt dat Octo er niet bij zou passen. SpongeBob bedoelt het letterlijk, maar Octo denkt dat SpongeBob bedoelt dat Octo niet goed genoeg is. Hij komt erbij en heeft er al snel genoeg van. Hij wil naar buiten gaan, maar dan schiet het clubhuis naar een algenbos, ver weg van de bewoonde wereld. Octo zoekt een weg naar buiten, maar zonder succes. SpongeBob en Patrick luisteren ondertussen naar de Magische Schelp, die zegt dat ze niets moeten doen. Dat werkt verrassend genoeg in hun voordeel. |
| 2                    | 42                 | 12 juli 2002            | My Pretty Seahorse (Mysterie)                                                                | SpongeBob vindt een zeepaard in de buurt van zijn huis en besluit om het zeepaard in huis te nemen. Hij noemt haar Mysterie. Als SpongeBob haar op een dag mee naar werk neemt, probeert meneer Krabs van Mysterie af te komen. SpongeBob besluit om Mysterie in het restaurant te verbergen. Hij komt er dan achter dat het moeilijk is om zowel te koken als tegelijkertijd een wild dier te moeten verstoppen, want Mysterie eet alles wat ze maar kan zien, waaronder een van de klanten. |
| 3                    | 43                 | 5 oktober 2001          | Just One Bite (Octo is om)                                                                   | SpongeBob komt erachter dat Octo nog nooit een Krabburger heeft gehad. SpongeBob doet er alles aan om ervoor te zorgen dat Octo er een zal eten, maar Octo wil dat helemaal niet. Maar als hij eenmaal één hapje heeft gehad, is hij er helemaal verslaafd aan. Hij wil het niet laten merken aan SpongeBob, dus gaat hij 's nachts naar de Krokante Krab om in de kluis in te breken waar alle Krabburgers in zitten. SpongeBob is er toevallig ook en hij merkt dat Octo de Krabburgers wel lekker vindt. SpongeBob wil Octo vertellen dat Octo veel te veel Krabburgers eet. Maar het is te laat, het vet zakt naar Octo's dijen en hij explodeert. - Deze aflevering is aangepast, in de eerste versie moest Octo nog proberen in te breken in de kluis, maar dat is er later uitgehaald.                                                                         |
| 3                    | 43                 | 5 oktober 2001          | The Bully (Een pak slaag)                                                                    | Er komt een nieuwe leerling, Plat, in de klas van SpongeBob op vaarles. Hij zegt dat hij SpongeBob in elkaar wil slaan, en dus gaat SpongeBob naar mevrouw Puff en naar de vader van Plat, maar die maken het allebei alleen maar erger. Plat slaat SpongeBob uiteindelijk in elkaar, maar SpongeBob voelt er niets van doordat hij van spons is. |
| 4                    | 44                 | 23 maart 2002           | Nasty Patty (De verschrikkelburger)                                                          | Er komt een inspecteur naar de Krokante Krab en meneer Krabs denkt dat hij een oplichter is die gratis eten wil. SpongeBob en meneer Krabs geven de man een Krabburger die ontzettend vies is gemaakt. De inspecteur verslikt zich ( doordat er een vlieg in z'n mond vliegt) en hij raakt buiten westen. Meneer Krabs en SpongeBob denken dat ze hem hebben vermoord en ze willen het lichaam begraven. Steeds als de inspecteur bijkomt, wordt hij op de een of andere manier weer bewusteloos geslagen. Dan komen er politieagenten en uiteindelijk vertellen meneer Krabs en SpongeBob wat er is gebeurd. Het blijkt dan dat de inspecteur niet dood is en de Krokante Krab is geslaagd. |
| 4                    | 44                 | 23 maart 2002           | Idiot Box (De idiotendoos)                                                                   | SpongeBob bestelt een nieuwe televisie en gooit hem weer weg. Hij gaat samen met Patrick in de doos zitten en ze spelen allerlei scènes na. Octo neemt de televisie mee en als hij terugkomt voor de afstandsbediening, hoort hij allemaal levensechte geluiden uit de doos komen. Hij kijkt in de doos, maar hij ziet niets behalve Patrick en SpongeBob. Octo komt met een hoop theorieën, maar volgens SpongeBob gaat het allemaal om inspiratie. |
| 5                    | 45                 | 21 januari 2002         | Mermaid Man and Barnacle Boy IV (Meerminman & Mosseljongen 4)                                | Meermin Man en Mossel Jongen komen in de Krokante Krab om een Krabburger te eten. Als ze weggaan, vergeet Meermin Man zijn riem en SpongeBob vindt hem. SpongeBob drukt op een knop en hij verkleint een Krabburger. Hij verkleint een helehoop dingen en later ook alle inwoners van Bikinibroek. Die zijn allemaal ontzettend boos omdat alles nu veel te groot is. Dan komt SpongeBob met een plan. Hij verklein heel Bikinibroek en dan is iedereen weer blij. |
| 5                    | 45                 | 21 januari 2002         | Doing Time (Zitten)                                                                          | Mevrouw Puff moet naar de gevangenis, omdat SpongeBob zijn boot weer eens in de prak rijdt. SpongeBob en Patrick proberen op tientallen verschillende manieren om mevrouw Puff eruit te krijgen, maar mevrouw Puff vindt het wel goed daar. Ze hoeft namelijk een tijd lang geen SpongeBob meer les te geven. Dan wordt mevrouw Puff wakker en beleeft ze het weer opnieuw. |
| 6                    | 46                 | 22 februari 2002        | Snowball Effect (Sneeuwballeneffect)                                                         | Er komt een sneeuwstorm over Bikinibroek. SpongeBob en Patrick houden een sneeuwballengevecht. Ze willen dat Octo meedoet, maar hij vindt het te onvolwassen. Octo kijkt liever toe in de hoop dat ze verongelukken. Maar dan hebben ze opeens een vredesverdrag getekend en Octo begint de oorlog met SpongeBob en Patrick. |
| 6                    | 46                 | 22 februari 2002        | One Krab's Trash (Troep van Krabs)                                                           | Meneer Krabs kiepert wat prullebakken om en begint zijn verkoop van oude spullen. Het verkoopt goed. Dan verkoopt hij aan SpongeBob een pet voor 7 euro. Dan komen er een aantal kopers, die er tot één miljoen euro voor willen betalen. Hij probeert de pet terug te krijgen op verschillende manieren. Als hij de pet eindelijk weer in handen heeft, blijkt het dat de pet niets waard is. Dan willen alle kopers de nieuwe pet van SpongeBob hebben. |
| 7                    | 47                 | 8 maart 2002            | As Seen on TV (Gezien op TV)                                                                 | SpongeBob speelt mee in een reclamespotje van de Krokante Krab (uitgezonden omstreeks half 4 's nachts). De volgende ochtend denkt hij dat iedereen hem heeft herkend, zoals een oude opa (als cornflakespak), een andere vis (houdt de deur voor hem open en leest SpongeBobs naam van zijn naamkaartje), twee andere vissen (zien de lepels liggen) en een jongen en een hotdogverkoper. Deze laatste zeggen tegen elkaar dat een beroemde acteur een hit zou moeten uitbrengen, en SpongeBob denkt dat ze het over hem hebben. Hij begint een artiestenleven en neemt ontslag bij de Krokante Krab. |
| 7                    | 47                 | 8 maart 2002            | Can You Spare a Dime? (Heb je wat geld voor me?)                                             | Meneer Krabs denkt dat Octo zijn eerstverdiende muntje heeft gestolen. Dit is echter niet zo en daarom neemt Octo ontslag. SpongeBob gaat met hem mee. Ongeveer een half jaar later komt SpongeBob Octo weer tegen, als zwerver op straat. Van SpongeBob mag Octo wel bij hem komen logeren, tot hij weer werk gevonden heeft. Hij wil echter geen werk meer, SpongeBob heeft op enkele manieren geprobeerd om Octo over te halen, maar deze mislukten. |
| 8                    | 48                 | 15 maart 2002           | No Weenies Allowed (Niet voor doetjes)                                                       | SpongeBob wil samen met Sandy een café in, genaamd De Zoute Rochel. Bij de ingang staat een gespierde vis die vindt dat SpongeBob niet sterk genoeg is en verwijst hem naar het Grote Doetjes Café. SpongeBob moet en zal gast worden van De Zoute Rochel. Bij het Grote Doetjes Café vindt hij twee nerds en een robot die hem willen helpen. |
| 8                    | 48                 | 15 maart 2002           | Squilliam Returns (Het vijfsterrenrestaurant)                                                | Octo wil Squilliam, zijn rivaal van de mavo, uitnodigen voor een etentje in zijn vijfsterrenrestaurant. Hij heeft deze echter niet en vraagt aan meneer Krabs of hij voor één avond een vijfsterrenrestaurant kan maken van de Krokante Krab. Dit mag en de taakverdeling is als volgt: Meneer Krabs is de kok, Patrick doet de garderobe en SpongeBob is de ober. SpongeBob weet niet hoe dit moet en Octo geeft hem een boek: 'Hoe word ik een nette ober in minder dan 20 minuten'. Hierna lukt het SpongeBob nog steeds niet om een nette ober te worden, dus moet hij van Octo zijn hoofd leeg halen. Als Squilliam dan aankomt, is SpongeBob ineens een heel goede ober geworden. Als Squilliam dan vraagt hoe hij heet, slaat SpongeBob helemaal door omdat hij echt álles uit zijn hoofd verwijderd heeft wat niet met dineren (en ademhalen) te maken heeft. |
| 9                    | 49                 | 22 maart 2002           | Krab Borg (Krab Borg)                                                                        | SpongeBob kijkt een enge robotfilm en denkt dat iedereen een robot is, zelfs Gerrit. De volgende dag denkt SpongeBob dat meneer Krabs een robot is en laat Octo ook geloven dat het zo is. Ze gaan samenwerken en vragen de "robot" wat ze met de echte meneer Krabs hebben gedaan. Octo vernielt hierbij alle machines van meneer Krabs (omdat SpongeBob hem met een radio zag praten). Als ze dan uiteindelijk uitvinden dat meneer Krabs geen robot is, bedenkt SpongeBob dat de film niet meer was dan verbeelding. Octo raakt hierbij in grote problemen. |
| 9                    | 49                 | 22 maart 2002           | Rock-a-Bye Bivalve (Slaap schelpje slaap)                                                    | Patrick en SpongeBob zijn buiten en vinden een babyschelp, de onderwatervariatie van vogels. De schelp heeft geen ouders, dus gaan ze hem zelf verzorgen; SpongeBob is hierbij de moeder en Patrick de vader. SpongeBob vindt het een goed idee totdat hij al het werk moet doen. Patrick werkt nog steeds niet en begint te vechten met SpongeBob. Ondertussen leert de babyschelp vliegen en SpongeBob en Patrick houden op met vechten. |
| 10                   | 50                 | 10 mei 2002             | Wet Painters (Natte schilders)                                                               | Patrick en SpongeBob moeten voor een klus naar meneer Krabs' huis, maar hij zei er niet bij dat ze de muren moeten schilderen. Nadat ze klaar zijn, ontstaat er chaos omdat er een microscopisch druppeltje verf op het eerste tientje van meneer Krabs zit. SpongeBob probeert het weg te vegen met zijn stropdas, maar maakt het hierbij nog erger waardoor het hele tientje onder de verf zit. Als meneer Krabs terugkomt, likt hij de verf eraf en vertelt dat hij gejokt heeft dat de verf er nooit meer afgaat. Hij begint te lachen, maar er spuit te veel speeksel uit zijn mond waardoor de verf uiteindelijk weer van de muren druipt. |
| 10                   | 50                 | 10 mei 2002             | Krusty Krab Trainings Video (De Krokante Krab trainingsvideo)                                | Dit is een demonstratievideo voor nieuwe werknemers van de Krokante Krab. Hierin wordt uitgelegd hoe alles zit. Het lijkt op een typische werknemers training video, met SpongeBob erin, wachtend tot hij een Krabburger mag maken. Maar als de verteller eindelijk zover is, stopt de aflevering onmiddellijk voordat het geheime recept is verteld. |
| 11                   | 51                 | 17 mei 2002             | SpongeBob's House Party/Party Pooper Pants (SpongeBob's house party)                         | SpongeBob geeft een feestje thuis. Zijn planning is helemaal vol; de gasten hebben nauwelijks tijd voor zichzelf. Hij bedenkt zelfs wanneer de gasten kunnen snacken. Als het feest begint, volgen zijn vrienden het schema niet strikt. Het feest begint pas echt wanneer SpongeBob zich buitensluit. Ondertussen geeft Patchy de Piraat een eigen feestje. Ook hier gaat het niet zoals gepland als Potty de papegaai zijn favoriete band uitnodigt, de Uilskuikens. |
| 12                   | 52                 | 5 november 2003         | Chocolate with Nuts (Chocola met noten)                                                      | Nadat SpongeBob per ongeluk Octo's tijdschrift "Het Rijke Leven" in zijn brievenbus krijgt, willen hij en Patrick ook rijk leven. Zij gaan hiervoor chocolade verkopen. Mensen willen het maar niet kopen, dus gaan ze liegen over wat het allemaal doet. Nu gaan ze wel chocola kopen, maar bij het laatste huis waar ze komen, komt er een man volledig verpakt in gips naar buiten die ze chocola verkoopt voor andere chocola. Als ze denken dat alle hoop verloren is, verschijnt er een chocolademaniac die al hun repen koopt. Met al dat geld gaan ze dineren met twee oude dames op hun route in het restaurant 'Fancy!'. |
| 12                   | 52                 | 5 november 2003         | Mermaid Man and Barnacle Boy V (Meerminman & Mosseljongen 5)                                 | Mosseljongen wordt er niet goed van dat Meerminman hem steeds behandelt als een kind, dus stapt hij over naar de duistere kant met Straalman en de Vuile Bubbel. Mosselman (zoals hij nu heet) en zijn bende gaan de stad door om slechte dingen te gaan doen. SpongeBob, Octo, Patrick, Sandy, en Meerminman gaan in een team om Mosseljongen terug te halen naar de goede kant. Iedereen, behalve Meerminman, slaagt hier niet in. Mosseljongen zegt hierbij dat hij alleen een "volwassen" Krabburger wil en gaat terug naar de goede kant. |
| 13                   | 53                 | 20 september 2002       | New Student Starfish (De nieuwe leerling)                                                    | Patrick vertelt SpongeBob dat hij zich verveelt als SpongeBob de hele dag op vaarschool zit, dus neemt SpongeBob hem mee naar vaarschool. Dit leidt alleen tot problemen, en door Patricks schuld wordt SpongeBob verplaatst naar een slechte bank achter in de klas en raakt hierbij een van zijn sterren kwijt. SpongeBobs kwaadheid leidt tot een slecht excuus om met Patrick te vechten, en zij moeten hierdoor nablijven. |
| 13                   | 53                 | 20 september 2002       | Clams (De blauwe mossel)                                                                     | Meneer Krabs verdient zijn miljoenste euro, en gaat dat weekend samen met SpongeBob en Octo mosselvissen. Een groot probleem ontstaat als een enorme blauwe mossel de miljoenste euro opeet. Dit maakt hem aan het huilen en SpongeBob en Octo moeten de euro terugvinden. Om te laten zien dat meneer Krabs dit serieus bedoelt, gooit hij al het voedsel overboord behalve een sandwich. Dit is een parodie van Herman Melvilles klassieker Moby Dick. De aflevering bevat ook stukken uit Steven Spielbergs film Jaws. |
| 14                   | 54                 | 5 maart 2004            | SpongeBob B.C./Ugh (SpongeBob V.C. (vóór comedy))                                            | De verre voorouders van SpongeBob, Patrick en Octo, genaamd SpongeGar, Patar en Squog ontdekken het vuur (of, zoals zij het noemen, "fwee-fwee"). In Patchy's wereld komen de toekomst en het verleden samen in een Steentijd-huis als hij en Potty duelleren welk tijdperk het beste is. "B.C." staat voor "Before Comedy". |
| 15                   | 55                 | 24 januari 2003         | The Great Snail Race (De grote slakkenrace)                                                  | Octo koopt een nieuwe slak genaamd Snellie, met de reden om haar te laten racen in Bikinibroeks grootste slakkenrace, de "Running of the Snail", de onderwaterversie van het paardenracen Kentucky Derby. In feite is het een parodie op een bijnaam van de Derby, "The Run for the Roses." SpongeBob wil ook meedoen met Gerrit, maar Octo zegt dat hij een mormel is. Maar SpongeBob laat Gerrit te hard trainen zodat hij veel te moe wordt voor de race. Ondertussen wil Patrick ook meedoen aan de race met een steen waarvan hij denkt dat het een slak is. De race heeft een verrassende winnaar. |
| 15                   | 55                 | 24 januari 2003         | Mid-Life Crustacean (Midlife schaaldier)                                                     | Meneer Krabs heeft zijn mid-life crisis, dus wil hij samen met SpongeBob en Patrick de stad in gaan, in de hoop dat hij weer wat jonger wordt. Maar het is snel te zien dat SpongeBob en Patricks ideeën van wild zijn helemaal niet wild zijn, of zelfs cool. |
| 16                   | 56                 | 4 oktober 2003          | Born Again Krabs (De wedergeboorte van meneer Krabs)                                         | Op een avond na sluitingstijd vindt SpongeBob een oude, muffe Krabburger onder de grill. Meneer Krabs verbiedt hem om een andere te maken voordat hij is verkocht, maar dit zorgt ervoor dat het restaurant weken geen bezoekers heeft. Wanneer meneer Krabs een hap neemt van de burger, belandt hij in het ziekenhuis met een fatale vorm van voedselvergiftiging. Hij maakt een deal met de Vliegende Hollander dat hij zijn ziel kan behouden als hij gul wordt, een deal die een tijdje goed gaat. Maar wanneer hij al zijn geld verliest, vindt hij de deal te moeilijk om te houden. |
| 16                   | 56                 | 4 oktober 2003          | I Had an Accident (Plein vrees)                                                              | SpongeBob verbrijzelt zijn einde (figuurlijk) na een schelpsurfongeluk. Hij blijft de rest van zijn leven binnen, zodat Sandy en Patrick moeten aantonen dat het leven buiten niet altijd gevaarlijk is. |
| 17                   | 57                 | 3 april 2004            | Krabby Land (Krabby Land)                                                                    | Het is zomer in Bikinibroek, en dat betekent dat de kinderen vrij zijn van school. Meneer Krabs wil hiervan profiteren. Om ze te lokken, zet hij een roestige, slecht opgezette en gevaarlijke speltuin op, met de belofte aan de kinderen dat ze Krabby de Clown gaan ontmoeten voor het eind van de dag. Maar hij vindt snel uit dat de kinderen niet onder de indruk zijn. - Deze aflevering stond op nummer 1 tijdens de SpongeBob Top 100 editie 2007. |
| 17                   | 57                 | 3 april 2004            | The Camping Episode (Het kampeerverhaal)                                                     | SpongeBob en Patrick zetten een tent op die twee meter van hun huis staat om daar het weekend door te brengen. Octo komt er ook bij. In het begin gaat de "trip" goed van start, totdat ze een zeebeer tegenkomen. Met 'Het Kampvuurlied Lied'. |
| 18                   | 58                 | 19 januari 2004         | Missing Identity (Verloren identiteit)                                                       | Op een stormige dag in een restaurant vertelt SpongeBob een pasgeleden plaatsgevonden verhaal waarin hij zijn naamplaatje verliest. Meneer Krabs doet een onaangekondigde uniforminspectie, met als inzet dat de werknemer die het slechtst uit de test komt voor de rest van de dag een stinkende laars moet dragen. SpongeBob vraagt Patrick om zijn naamplaatje terug te vinden, maar hij ziet al snel dat deze methode het niet is en dat Patrick hem nauwelijks goed helpt. |
| 18                   | 58                 | 19 januari 2004         | Plankton's Army (Planktons leger)                                                            | Meneer Krabs vertelt zijn werknemer dat het 25 jaar geleden is dat Plankton het recept van de Krabburger wou stelen. Plankton probeert om zijn familie mee te laten helpen om het recept te stelen. Zullen ze het redden? |
| 19                   | 59                 | 21 maart 2003           | The Sponge Who Could Fly (The Lost Episode) (De spons die wil vliegen (de verloren episode)) | Patchy de Piraat ontdekt een videoband met daarop een verloren aflevering van SpongeBob SquarePants. In de aflevering probeert SpongeBob te vliegen met de kwallen, maar iedereen lacht hem uit. SpongeBob vindt uit hoe hij moet vliegen (met een opblaasbare broek) en laat de inwoners van Bikinibroek zien dat hij kan vliegen. Maar Kanonskogel Jenkins laat SpongeBobs broek knappen en leert hoe hij kan vliegen zonder broek met wat hulp van de kwallen. Aan het einde vernielt Patchy de videoband zodat de verloren episode altijd verloren zal blijven. |
| 20                   | 60                 | 11 oktober 2004         | SpongeBob Meets the Strangler (SpongeBob en de wurger)                                       | Nadat SpongeBob de Klikspaan Wurger heeft verklikt, wil de Wurger SpongeBob wurgen, dus neemt SpongeBob een bodyguard - de Wurger incognito. De Wurger probeert SpongeBob enkele malen te wurgen, maar dit kan niet omdat er te veel mensen om hen heen zijn, als de spons twee feestjes thuis geeft - een voor zijn perfecte op-tijd percentage op zijn werk, en een voor zijn verjaardag. Eenmaal in de cel beseft de Wurger dat het leven in de gevangenis helemaal niet zo slecht is. |
| 20                   | 60                 | 11 oktober 2004         | Pranks a Lot (Top of the fops)                                                               | SpongeBob en Patrick kopen onzichtbaarheidsspray bij een fopwinkel, die ze op een parkbankje willen spuiten zodat het lijkt alsof ze vliegen. Ze trekken hun kleren uit, omdat op de fles staat dat de onzichtbaarheidsspray op kleren vlekt. Ze vechten over wie de bank mag bespuiten, waarop ze per ongeluk hun kleding onzichtbaar maken en vervolgens zichzelf. Dus gaan SpongeBob en Patrick de stad rond om menzen te laten schrikken in de gedachte dat ze spoken zijn. In het begin werkt het goed, want ze laten iedereen in Bikinibroek schrikken, inclusief meneer Krabs die denkt dat hij niet bang voor ze is. Meneer Krabs vindt uiteindelijk uit dat hij echt bang voor ze is, maar hij pakt SpongeBob en Patrick terug met een show genaamd "Live Naakte Foppers", waarin hij SpongeBob en Patricks naaktheid aan heel Bikinibroek laat zien.        |